# 熱帶雨林 (單曲)
《熱帶雨林》是收錄於S.H.E《青春株式會社》專輯的單曲。此首歌是周杰倫與方文山兩人聯手為S.H.E打造出有點R&B風格的歌曲，也是S.H.E第一次演唱周杰倫所創作的歌曲。

## 獎項
- 2003年 HITO流行音樂獎－年度HITO華語歌曲
- 2002年 Hit Fm年度百首單曲第四位

## 音樂錄影帶
| 歌名               | 執導   | 發佈日期      |
| ------------------ | ------ | ------------- |
| 熱帶雨林（官方MV） | 賴偉康 | 2012年8月23日 |

## 外部連結
- 《熱帶雨林》（官方MV） （页面存档备份，存于）